# 香川県道131号丹生停車場線
香川県道131号丹生停車場線（かがわけんどう131ごう にぶていしゃじょうせん）は、香川県東かがわ市を通る一般県道である。

## 概要

### 路線データ
- 起点：東かがわ市土居（高徳線 丹生駅前）
- 終点：東かがわ市土居（JR丹生駅前交差点、国道11号交点）
- 総延長：0.057 km

## 地理

### 通過する自治体
- 東かがわ市

### 交差する道路
| 交差する道路 | 交差する場所 | 交差する場所            |
| ------------ | ------------ | ----------------------- |
| 国道11号     | 土居         | JR丹生駅前交差点 / 終点 |

### 沿線
- JR四国高徳線 丹生駅